# Airco DH.9
El Airco DH.9 (por De Havilland 9), también conocido después de 1920 como De Havilland DH.9, fue un bombardero biplano monomotor británico que fue desarrollado y desplegado durante la Primera Guerra Mundial.
El DH.9 fue un desarrollo del exitoso DH.4 anterior de Airco, con el que compartía muchos componentes. Estos fueron acoplados a un fuselaje completamente nuevo y al motor BHP de 230 hp, que prometía un mayor rendimiento. Anticipándose a su utilidad, el modelo fue encargado en grandes cantidades para el Real Cuerpo Aéreo británico (RFC).
Al entrar en servicio, el rendimiento del DH.9 fue considerado insatisfactorio. El motor B.H.P. no era fiable y no proporcionaba la potencia esperada, lo que le daba al DH.9 un rendimiento menor que el del avión que debía reemplazar. El déficit de rendimiento fue el responsable de las grandes pérdidas que sufrieron en el Frente Occidental. El rediseñado DH.9A fue equipado con un motor Liberty L-12 estadounidense más potente y fiable que corrigió las deficiencias del modelo DH.9 original.

## Desarrollo

### Orígenes
Durante junio de 1917, en parte como resultado de los ataques de los bombarderos alemanes sobre Londres, el Ministerio de Guerra emitió su recomendación de casi duplicar el tamaño del Real Cuerpo Aéreo (RFC) a un total de 200 escuadrones. A principios de julio de 1917, el Gabinete británico aceptó la recomendación, con la intención de que estuviera previsto que la mayoría de los nuevos escuadrones fuera equipada con bombarderos. Aunque el 28 de junio de 1917 se realizó un pedido de 700 DH.4, el 23 de julio del mismo año se presentaron a la Junta Aérea (Air Board) los planos de un DH.4 modificado que ofrecía un mayor alcance bajo un nuevo número de modelo, DH.9.
El DH.9 fue diseñado por De Havilland para la Aircraft Manufacturing Company en 1916 como sucesor del DH.4. Utilizaba las alas y la unidad de cola del DH.4, pero presentaba un fuselaje modificado que acercaba al piloto al artillero/observador y lo alejaba del motor y del depósito de combustible, lo que facilitaba la comunicación y era una configuración de combate más óptima. El otro cambio importante con respecto al DH.4 fue la elección del nuevo y prometedor motor B.H.P., que se preveía que produciría 220 kW (300 hp) para proporcionar un rendimiento adecuado para enfrentarse a los cazas enemigos.
Teniendo en cuenta las estimaciones de rendimiento del DH.9 (que inicialmente se esperaba que superaran a las del DH.4) y la similitud con el mismo, lo que significaba que sería fácil convertir la producción al nuevo avión, se decidió realizar una gran cantidad de pedidos (por un total de 4630 aviones) del modelo, antes de que el avión volara por primera vez. Los contratos existentes originalmente emplazados para el DH.4 también se convirtieron a DH.9. A la Junta Aérea se le había asegurado específicamente que habría un retraso inicial en la producción de no más de un mes. Según el autor de artículos sobre aviación J.M. Bruce, la selección del DH.9 "parece haber sido tomada con un espíritu de optimismo o de fe ciega, ya que el motor elegido, en julio de 1917, estaba experimentando serias dificultades de fabricación".

### En vuelo
En julio de 1917, el prototipo (un DH.4 modificado) realizó su vuelo inaugural desde el aeródromo de Hendon, Colindale, Londres. Las pruebas de este modelo fueron extensas, incluidas varias pruebas realizadas en RAF Martlesham Heath. Desafortunadamente, el motor B.H.P. no pudo entregar de manera fiable la potencia esperada, ya que se ajustó su potencia a 170 kW (230 hp) con el fin de mejorar su fiabilidad. Este déficit tuvo un efecto drástico en el rendimiento del avión, especialmente a gran altitud, siendo inferior al del DH.4 al que se suponía que debía sustituir.
El pobre rendimiento del avión significaba que el DH.9 tendría que abrirse paso a través de los cazas enemigos, que podrían alcanzar fácilmente al mismo, mientras que el DH.4 podía evitar muchos de estos ataques. Ya en noviembre de 1917, algunos jefes, como el general Hugh Trenchard, plantearon reiteradas objeciones al avión, basándose en su decepcionante rendimiento; sin embargo, en su respuesta, el presidente del Consejo Aéreo, Sir William Weir, declaró que "era la elección de tener el DH.9 con el motor BHP, o no tener nada en absoluto". Además, en ese momento, la producción del DH.9 ya estaba en marcha.
Los motores B.H.P. fueron producidos por Siddeley-Deasy (desarrollado como Puma) y Galloway Engineering (desarrollado como Adriatic). En el servicio militar británico, los motores construidos por Siddeley y Galloway se conocían como 230 hp BHP, aunque tenían dimensiones diferentes y pocas piezas intercambiables. La gran mayoría de los motores B.H.P. en servicio fueron construidos por Siddeley-Deasy.
Se realizaron múltiples intentos para proporcionar al DH.9 un mejor motor. En agosto de 1917 se realizó un pedido de 2000 motores Fiat A12, que se pretendían entregar entre enero y junio de 1918 y utilizar en algunos lotes de producción del DH.9; sin embargo, las entregas del motor Fiat no fueron satisfactorias. Se adoptó otro motor alternativo en forma del motor Napier Lion de 320 kW (430 hp); uno de esos aviones con motor Lion logró un récord mundial de altitud de 9300 m (30 500 pies) el 2 de enero de 1919.
Sin embargo, ninguna de estas opciones se consideró totalmente satisfactoria, por lo que fue necesario un rediseño como DH.9A, para lo cual se adoptó un motor estadounidense V-12 Liberty para transformar el avión. Según Bruce, aparte del problema del motor: "Ciertamente, no había muchos problemas con el avión en sí".

## Diseño
El Airco DH.9 era un bombardero monomotor que compartía un alto nivel de similitudes con el anterior DH.4. Las superficies de vuelo estándar eran prácticamente las mismas, pero se adoptó una configuración de fuselaje muy rediseñada, incluido el reposicionamiento de la cabina del piloto a una posición más retrasada. Estructuralmente, el fuselaje era similar a su predecesor; un revestimiento de contrachapado recubría la parte delantera del fuselaje, que no tenía refuerzos internos, mientras que detrás de las cabinas se utilizaba una estructura convencional de vigas de cajón arriostradas mediante cables. Había provisión de almacenamiento interno para un par de bombas de 100 kg o cuatro de 51 kg, aunque se hizo poco uso de esta capacidad operativamente.
Aunque se consideró que el DH.9 era adecuado para realizar operaciones de bombardeo diurno, se encontró que era incapaz de realizar bombardeos efectivos durante la noche debido a que la visión del piloto estaba obstruida y la visibilidad a través de la mira de bombardeo era inadecuada. La posición revisada de la cabina del DH.9 con respecto al DH.4 colocó al piloto y al observador más cerca, lo que el RFC consideró una ventaja considerable en el combate aéreo; sin embargo, como resultado, la visibilidad del piloto para el reconocimiento terrestre se redujo. Se podían instalar tanto equipos de radio como de cámaras. Los depósitos de combustible estaban encerrados en una tela barnizada, destinada a drenar el combustible si los depósitos eran alcanzados por fuego enemigo. Según el escuadrón de pruebas, el DH.9 poseía un alto nivel de maniobrabilidad y era relativamente fácil realizar aterrizajes, a pesar de la mala visibilidad durante la aproximación.
Se probaron y ocasionalmente se adoptaron diversas mejoras y equipos complementarios. Se realizaron pruebas de varios motores, radiadores, silenciadores y paracaídas para evaluar su rendimiento; sin embargo, pocas de estas mejoras fueron finalmente adoptadas. Durante la guerra, los equipos de mantenimiento de los escuadrones individuales realizaron numerosas personalizaciones y mejoras improvisadas en los aviones, a menudo con el fin de solucionar los problemas de rendimiento del motor del modelo. Después del final de la guerra, muchos DH.9, que originalmente habían sido entregados como bombarderos, fueron vendidos; estos fueron a menudo reconfigurados para servir en diferentes roles, incluyendo transporte de pasajeros y carga, aviones de entrenamiento y como ambulancias aéreas.

## Historia operacional

### Servicio en la Primera Guerra Mundial
Para aumentar el ritmo de producción, también se realizaron pedidos de grandes cantidades del DH.9 a Alliance, G & J. Weir, Short Brothers, Vulcan, Waring & Gillow y a las National Aircraft Factories n.º 1 y n.º 2. Las primeras entregas de este modelo se produjeron en noviembre de 1917 al 108 Escuadrón del RFC; a finales del mismo año, se habían entregado un total de cinco DH.9 y habían pasado sus inspecciones finales. El primer combate de este modelo, acaecido sobre Francia, fue llevado a cabo en marzo de 1918 por el Escuadrón N.º 6 del RNAS. En julio de 1918, un total de nueve escuadrones operativos desplegados en el Frente Occidental utilizaban el modelo.
El desempeño del DH.9 en acción en el Frente Occidental fue considerado generalmente como un desastre; rápidamente se produjeron grandes pérdidas de este modelo, atribuidas tanto a su pobre desempeño como a fallos del motor, a pesar de la reducción previa de la potencia del mismo para reducir la tasa de fallos. Entre mayo y noviembre de 1918, un par de escuadrones estacionados en el Frente Occidental (números 99 y 104) acabaron con 54 de sus DH.9 derribados y otros 94 aviones dados de baja debido a accidentes. En múltiples ocasiones, menos de la mitad de un vuelo de bombarderos alcanzaba sus objetivos previstos; según Bruce, las misiones exitosas realizadas por el DH.9 fueron con frecuencia producto del "coraje y la determinación de los pilotos y observadores que los volaron". Los escuadrones solían implementar sus propias mejoras caseras en sus aviones, como entradas de aire agrandadas del carburador y controles de mezcla de combustible modificados.
Sin embargo, el modelo demostró ser capaz durante algunos enfrentamientos; el 23 de agosto de 1918, un DH.9 pilotado por el teniente Arthur Rowe Spurling del 49 Escuadrón, con su observador, el sargento Frank Bell, atacó sin ayuda de nadie a treinta cazas Fokker D.VII, derribando a cinco de ellos. El 9 de agosto de 1918, el teniente E.A. Simpson del 49 Escuadrón, mientras volaba en una misión de bombardeo sobre los puentes de Falvy y Bethencourt, derribó cuatro cazas hostiles mientras se defendía de repetidos ataques a la formación. En otro caso, el capitán John Stevenson Stubbs logró 11 victorias aéreas con un DH.9, incluida la hazaña altamente inusual de reventar un globo mientras volaba con ese modelo.
A pesar de su falta general de rendimiento, debido a su gran número, el DH.9 se introdujo en casi todos los teatros del conflicto antes de la firma del Armisticio del 11 de noviembre de 1918, que puso fin al mismo. Según se informa, el DH.9 también tuvo más éxito en el combate contra las fuerzas turcas en el Medio Oriente, donde se enfrentaron a menos oposición aérea. Estacionado en aeródromos costeros a lo largo del territorio continental británico, el modelo  también se utilizó ampliamente para realizar misiones de patrulla costera, con el objetivo de disuadir las operaciones de los submarinos enemigos.

### Servicio de posguerra
Tras el final de la Primera Guerra Mundial, varios DH.9 operados por el Escuadrón 47 y el Escuadrón 221 fueron enviados al sur de Rusia en 1919 en apoyo del Ejército Blanco del General Denikin, que participaba en la Guerra Civil Rusa. En este teatro, los aviones operaban a menudo en condiciones difíciles.
El último uso en combate del DH.9 por parte de la RAF fue en apoyo de la campaña final contra Diiriye Guure en Somalia, durante enero-febrero de 1920. Entre las aeronaves utilizadas en Somalia, un DH.9 fue modificado para funcionar como ambulancia aérea, pudiendo cargar y transportar una sola camilla, que era llevada sobre los larguerillos superiores directamente hasta la parte trasera de la cabina del piloto. Se realizaron más conversiones a ambulancias, incluidas algunas que fueron operadas por la Real Fuerza Aérea de los Países Bajos.
Sorprendentemente, se permitió que la producción continuara después del final de la guerra, hasta 1919. En 1920, el DH.9 fue finalmente retirado del servicio por la RAF. Además de la fabricación británica, varios otros países habían comenzado la producción del modelo; quizás el más significativo de ellos fue el Airco DH.9A, que estaba equipado con el motor estadounidense V-12 Liberty y se produjo en miles, a pesar de que la producción se vio reducida por la firma del Armisticio que puso fin a la Primera Guerra Mundial. Bélgica y España también produjeron el modelo, este último país fabricando cientos de unidades del modelo equipadas con un motor Hispano-Suiza de 220 kW (300 hp); algunos de ellos todavía estaban en servicio en 1940.
Tras el final del conflicto, se pudieron conseguir grandes cantidades de DH.9 excedentes a precios bajos y el modelo se exportó ampliamente; esto incluía aquellos aviones que fueron donados a los Dominios, así como a la India como parte del programa Imperial Gift. La Fuerza Aérea Sudafricana (SAAF) recibió un total de 48 DH.9 y los utilizó ampliamente, incluida la Rebelión del Rand en 1922. Posteriormente, varios aviones sudafricanos fueron reequipados con motores radiales Bristol Jupiter, con el nombre de M'pala; estos aviones modificados continuaron en servicio hasta 1937.
Posiblemente el último uso en batalla por parte de cualquier usuario fue a finales de 1922, durante la guerra de Independencia de Turquía. Los griegos habían desplegado varios de ellos contra los kemalistas que luchaban contra el ejército griego apoyado por los británicos, que invadía el trozo restante del Imperio Otomano, después del Armisticio de Mudros de 1918, seguido del Tratado de Sèvres, que fue rechazado por los nacionalistas. Uno de los DH.9 griegos había realizado un aterrizaje forzoso detrás de las líneas turcas, cerca de Muğla, durante la Batalla de Sakarya el año anterior, en algún momento de julio de 1921. Esta máquina fue reparada rápidamente y voló hasta Ankara en agosto de 1921 por el famoso piloto Vecihi Hürkuş. Fue llamada "Ismet". Fue desplegado, como el único avión turco en ese momento, en las últimas fases de la Batalla de Sakarya, realizando un total de 23 salidas, la mayoría por parte de Vecihi. El mismo avión continuó en servicio durante el resto de la guerra de la Independencia hasta 1922. Se encontraron tres DH.9 griegos más en excelentes condiciones, con muchas piezas de repuesto, cerca de Esmirna después de que el ejército griego se retirara apresuradamente, tras ser derrotado por los kemalistas en agosto de 1922. Estos cuatro aviones sirvieron a la joven Fuerza Aérea Turca hasta 1925.

### Servicio civil

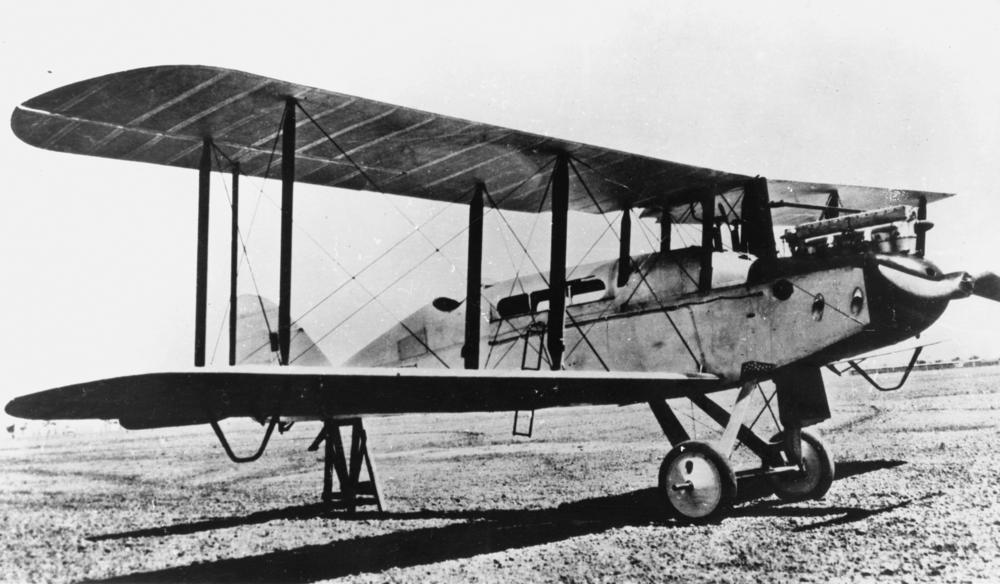
De Havilland DH.9C G-AUED en 1925.

Después del final de la guerra, se pusieron a disposición grandes cantidades de DH.9 excedentes, que fueron considerados así para las necesidades de sus operadores militares originales; en consecuencia, muchos fueron revendidos a operadores civiles, como las primeras compañías de transporte aéreo. Un gran número de ellos fue modificado para ofrecer mejores prestaciones como aviones de transporte; por ejemplo, la cabina fue adaptada adecuadamente para el transporte de pasajeros. En esta función, el DH.9 proporcionaba una útil capacidad de transporte de carga y su adquisición era relativamente económica. Por consiguiente, en diversas configuraciones, el tipo fue utilizado prolíficamente por operadores civiles.
Los primeros servicios aéreos entre Londres, París y Ámsterdam fueron operados por una flota de DH.9 propiedad de Aircraft Transport and Travel. Varios DH.9 fueron convertidos en hidroaviones y utilizados en India, Bolivia y Rhodesia. Varios aviones fueron reconfigurados para servir como aviones de entrenamiento, siendo equipados con motores Armstrong Siddeley Jaguar y con trenes de aterrizaje de goma; designados como DH.9J, los últimos de estos fueron retirados y desguazados en 1936.
Se llevaron a cabo varios programas diferentes de conversión del DH.9 para uso civil, tanto por parte de Airco y su sucesora, la De Havilland Aircraft Company, como por otras empresas de terceros, como la Aircraft Disposal Company. Algunos DH.9J con motor radial continuaron en uso civil hasta 1936. Un DH.9 fue transportado a Japón durante la Misión Sempill. Según la Aircraft Disposal Company, al parecer también se exportaron a China una gran cantidad de DH.9.

## Variantes

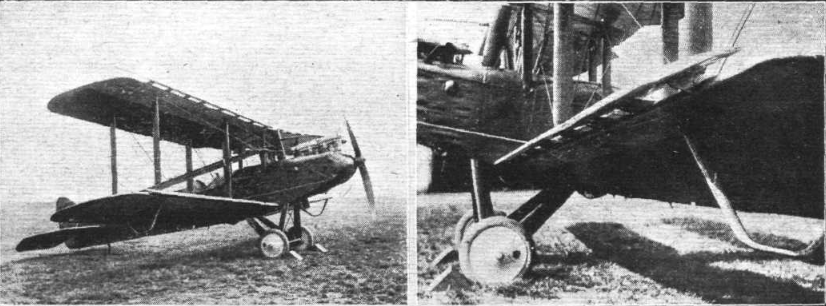
Handley Page HP 17 mostrando slots.

DH.9
Versión revisada del DH.4 con el piloto y el observador/artillero ubicados más cerca uno del otro (se construyeron 3024 aviones de producción, junto con otros construidos en Bélgica y España).
DH.9A
También conocido como Nine-Ack, fue diseñado para Airco por Westland Aircraft para aprovechar los 300 kW (400 hp) del motor estadounidense Liberty L-12. Aparte del nuevo motor y unas alas ligeramente más grandes, era idéntico al DH.9. Inicialmente se esperaba reemplazar rápidamente al DH.9 con la nueva versión, pero la escasez de motores Liberty disponibles para la RAF limitó el servicio del nuevo modelo en la Primera Guerra Mundial, y es más conocido como un modelo estándar en la RAF de posguerra, sirviendo como avión de propósito general durante varios años. Fueron construidos 2300 DH.9A por diez empresas británicas diferentes.
DH.9B
Conversiones para uso civil como triplaza (un piloto y dos pasajeros).
DH.9C
Conversiones para uso civil como cuatro plazas (un piloto y tres pasajeros).
DH.9J
Conversiones modernizadas y remotorizadas utilizando el motor radial Armstrong Siddeley Jaguar III de 287 kW (385 hp). Utilizado por la De Havilland School of Flying.
DH.9J M'pala I
Conversiones remotorizadas realizadas por la Fuerza Aérea Sudafricana. Propulsado por un motor de pistón radial Bristol Jupiter VI de 340 kW (450 hp).
M'pala II
Conversiones remotorizadas realizadas por la Fuerza Aérea Sudafricana, propulsadas por un motor de pistón radial Bristol Jupiter VIII de 360 kW (480 hp).
Mantis
Conversiones remotorizadas realizadas por la Fuerza Aérea Sudafricana, propulsadas por un motor de pistón Wolseley Viper de 150 kW (200 hp).
Handley Page HP.17
Un DH.9 equipado experimentalmente con alas ranuradas, probado entre 1920 y 1921.
USD-9/9A
DH.9 fabricados en los Estados Unidos por la Engineering Division del Ejército estadounidense y Dayton-Wright (1415 pedidos, sólo cuatro construidos).

## Operadores

### Militares
Afganistán

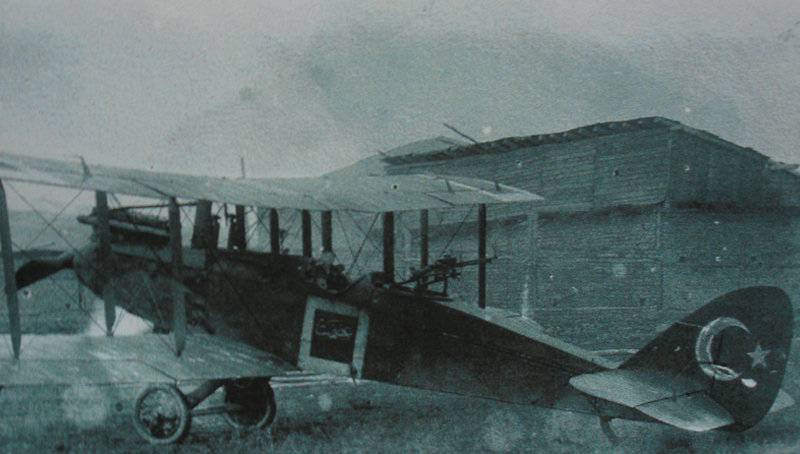
DH-9 turco.

- Fuerza Aérea Afgana: 18 aviones, incluidos 16 construidos por Duks Aircraft Works, adquiridos a partir de 1924.

 Australia
- Real Fuerza Aérea Australiana: uno utilizado por la RAAF entre 1920 y 1929.

 Bélgica
- Fuerza Aérea Belga: 18 aviones.

 Bolivia
- Fuerza Aérea Boliviana

 Canadá
- Fuerza Aérea Canadiense

 Chile
- Fuerza Aérea de Chile: recibió 20 ejemplares.

 España
- Fuerza Aérea Española

 Estados Unidos
- Fuerza Expedicionaria Estadounidense
- Cuerpo de Marines de los Estados Unidos

 Estonia
- Fuerza Aérea de Estonia: operó 13 de ellos entre 1919 y 1933.

 India británica
 Grecia
- Real Servicio Aéreo Naval Heleno

Reino del Hiyaz

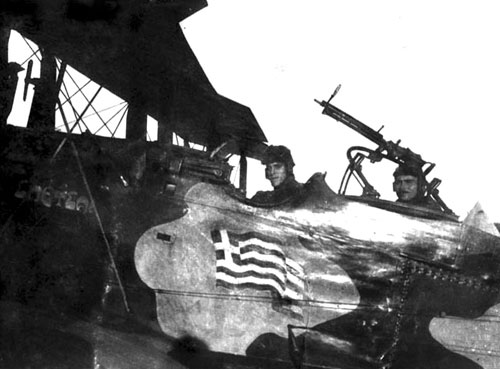
DH-9 griego.

- Fuerza Aérea de Heyaz: el Reino del Heyaz recibió 9 DH.9 y 2 DH.9C entre 1921 y 1924. En 1932 aún existían cinco (aunque no estaban en estado de vuelo).

 Irlanda
- Servicio Aéreo Irlandés
- Cuerpo Aéreo Irlandés

 Letonia
- Fuerza Aérea Letona

 Nueva Zelanda
- Real Fuerza Aérea de Nueva Zelanda: tres Airco DH.9 en servicio en la Fuerza Aérea Permanente de Nueva Zelanda entre 1923 y 1929, como aviones de entrenamiento avanzado.

 Países Bajos
- Real Fuerza Aérea del Ejército de las Indias Orientales Neerlandesas: operó 36 ejemplares, algunos de los cuales fueron reequipados con motores radiales Pratt & Whitney Wasp, retirados en 1934.

 Paraguay
- Fuerza Aérea Paraguaya

 Perú
- Fuerza Aérea del Perú

 Polonia
- Fuerza Aérea Polaca: 20 recibidos en 1920, utilizados durante la guerra polaco-soviética, hasta 1929.[39]

 Reino Unido
- Real Cuerpo Aéreo
- Real Servicio Aéreo Naval
- Real Fuerza Aérea

 Sudáfrica
- Fuerza Aérea Sudafricana: parte del Imperial Gift. Algunos modificados localmente con motores Jupiter y llamados M'pala.

 Suiza
- Fuerza Aérea Suiza

 Turquía
- Fuerza Aérea Turca: cuatro aviones, en servicio entre 1921 y 1924.

 Unión Soviética
- Fuerza Aérea Soviética

 Uruguay
- Fuerza Aérea Uruguaya

### Civiles
Australia
- Qantas

 Bélgica
- Sabena
- SNETA

 Dinamarca
- Det Danske Luftfartselskab

 España
- Cía. Española del Tráfico Aéreo

Estado de Bikaner
- Maharajá Ganga Singh

 Países Bajos
- KLM

 Reino Unido
- Aircraft Transport and Travel
- Handley Page Transport

 Rumania
- SNNA

## Supervivientes

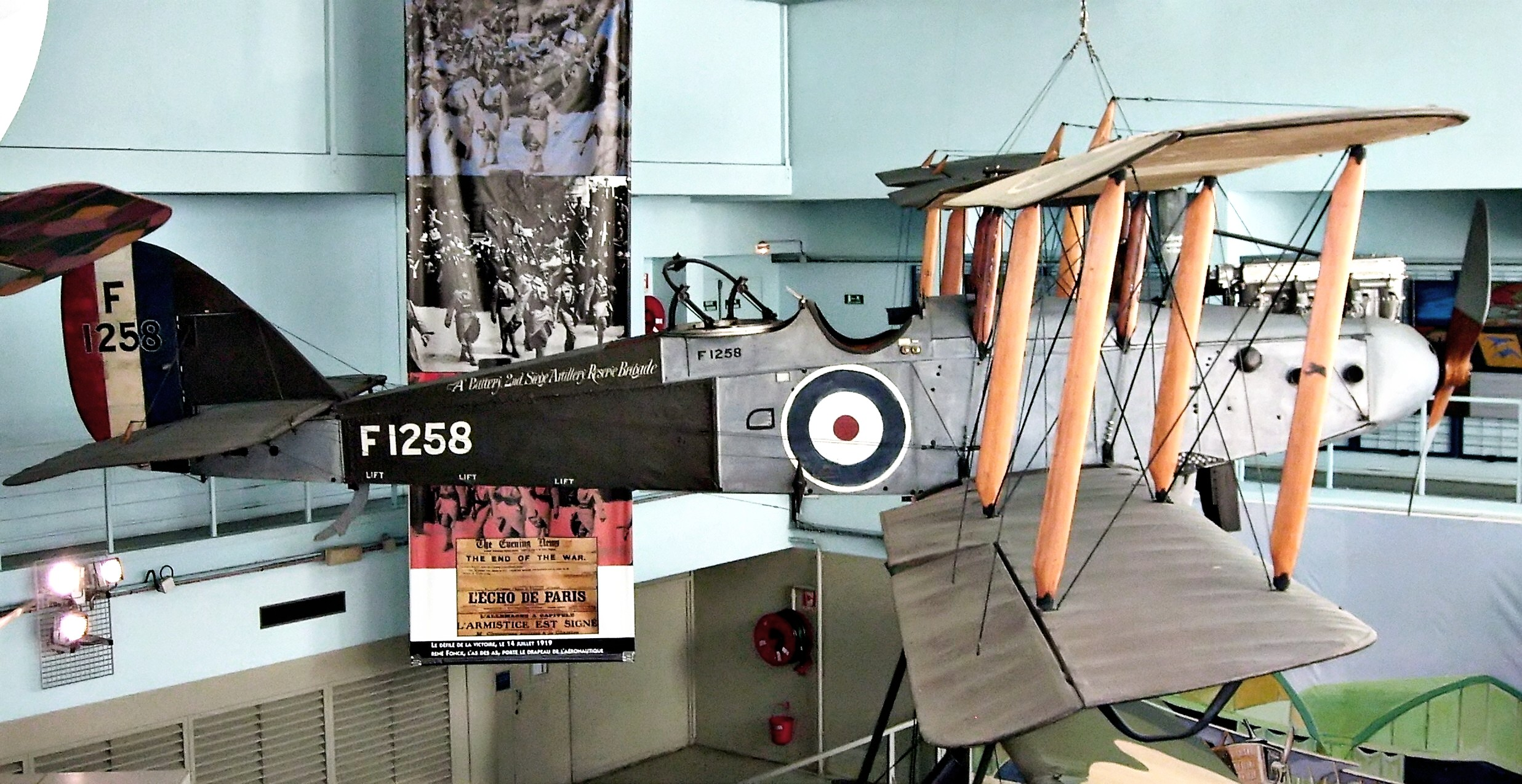
DH.9 F1258 en el Museo del Aire y del Espacio, París Le Bourget.

De los miles de DH.9 construidos, sólo unos pocos sobrevivieron y se conservaron:
- F1258: se exhibe en el Musée de l'Air et de l'Espace de París.
- DH.9 original sin número de serie: se exhibe en el Museo Nacional de Historia Militar de Sudáfrica. Este DH.9 voló con la Fuerza Aérea Sudafricana después de la Primera Guerra Mundial, luego fue operado como avión civil como ZS-AOI, antes de regresar a la SAAF.
- G-EAQM (número de serie original de la RAF, F1278): fue el primer avión monomotor que voló desde el Reino Unido a Australia y se conserva en el Memorial de Guerra Australiano en Canberra.

En 2000, se descubrieron los restos de tres DH.9 en la India y se recuperaron dos para su restauración en el Reino Unido. De estos:
- D5649: fue restaurado y se exhibe en el Museo Imperial de la Guerra, Duxford.[40]
- E8894/G-CDLI: fue restaurado a condiciones de vuelo y es operado como avión de guerra por la Historic Aircraft Company en Inglaterra.[41]
- El tercero fue conservado en la India y restaurado en un estado algo menos que fiel para su exhibición en el Fuerte Junargh en la ciudad de Bikaner, Rajastán.[42]

## Especificaciones (DH.9 con motor Puma)
Referencia datos: The British Bomber since 1914, Aircraft Profile No. 62: The de Havilland D.H.9

### Características generales
- Tripulación: Dos (piloto y observador/artillero)
- Longitud: 9,3 m (30,4 ft)
- Envergadura: 12,9 m (42,4 ft)
- Altura: 3,4 m (11,3 ft)
- Superficie alar: 40,3 m² (433,8 ft²)
- Perfil alar: RAF-16
- Peso vacío: 1070 kg (2358,3 lb)
- Peso máximo al despegue: 1719 kg (3788,7 lb)
- Planta motriz: 1× motor lineal de 6 cilindros refrigerado por agua Armstrong Siddeley Puma.
  - Potencia: 170 kW (234 HP; 231 CV)

### Rendimiento
- Velocidad máxima operativa (Vno): 182 km/h (113 MPH; 98 kt)
- Alcance: 4,5 h
- Techo de vuelo: 4700 m (15 420 ft)
- Tiempo a altitud: 18 min 30 s para 3000 m (10 000 pies)

### Armamento
- Ametralladoras: 

  - 1x Vickers de 7,7 mm de fuego frontal
  - 1 o 2 Lewis de 7,7 mm sobre anillo Scarff en cabina del observador
- Bombas: Hasta 210 kg

## Aeronaves relacionadas

### Desarrollos relacionados
- Airco DH.4
- Airco DH.9A

### Aeronaves similares
- Breguet 14

### Secuencias de designación
- Secuencia DH._ (interna de Airco): ← DH.4 - DH.5 - DH.6 - DH.9/DH.9A/DH.9C - DH.10 - DH.11 - DH.12 →
- Secuencia HP._ (interna de Handley Page): ← HP.14 - HP.15 - HP.16 - HP.17 - HP.18 - HP.19 - HP.20 →
- Secuencia A_ (Primera Serie de la RAAF, 1921-1934): A1 - A2 - A3 - A4 - A5 - A6 - A7 - A8 - A9 →